# تشارلز ريتشارد كرين
تشارلز ريتشارد كرين هو شخصية أعمال ودبلوماسي وسياسي أمريكي، ولد في 7 أغسطس 1858 في شيكاغو في الولايات المتحدة، وتوفي في 14 فبراير 1939 في بالم سبرينغس في الولايات المتحدة. انتخب قائمة سفراء الولايات المتحدة لدى الصين (12 يونيو 1920 – 2 يوليو 1921).